# Les Hayes
Les Hayes ist eine französische Gemeinde mit 172 Einwohnern (Stand: 1. Januar 2022) im Département Loir-et-Cher in der Region Centre-Val de Loire. Sie gehört zum Arrondissement Vendôme und ist Teil des Kantons Montoire-sur-le-Loir. 

## Geografie
Les Hayes liegt etwa 37 Kilometer nordnordöstlich von Tours und etwa 55 Kilometer westnordwestlich von Blois. Umgeben wird Les Hayes von den Nachbargemeinden Ternay im Norden und Nordwesten, Saint-Martin-des-Bois im Osten, Les Hermites im Süden sowie Montrouveau im Westen.

## Einwohnerentwicklung
| 1962                       | 1968 | 1975 | 1982 | 1990 | 1999 | 2006 | 2017 |
| 322                        | 280  | 245  | 188  | 169  | 169  | 179  | 176  |
| Quellen: Cassini und INSEE |      |      |      |      |      |      |      |

## Sehenswürdigkeiten

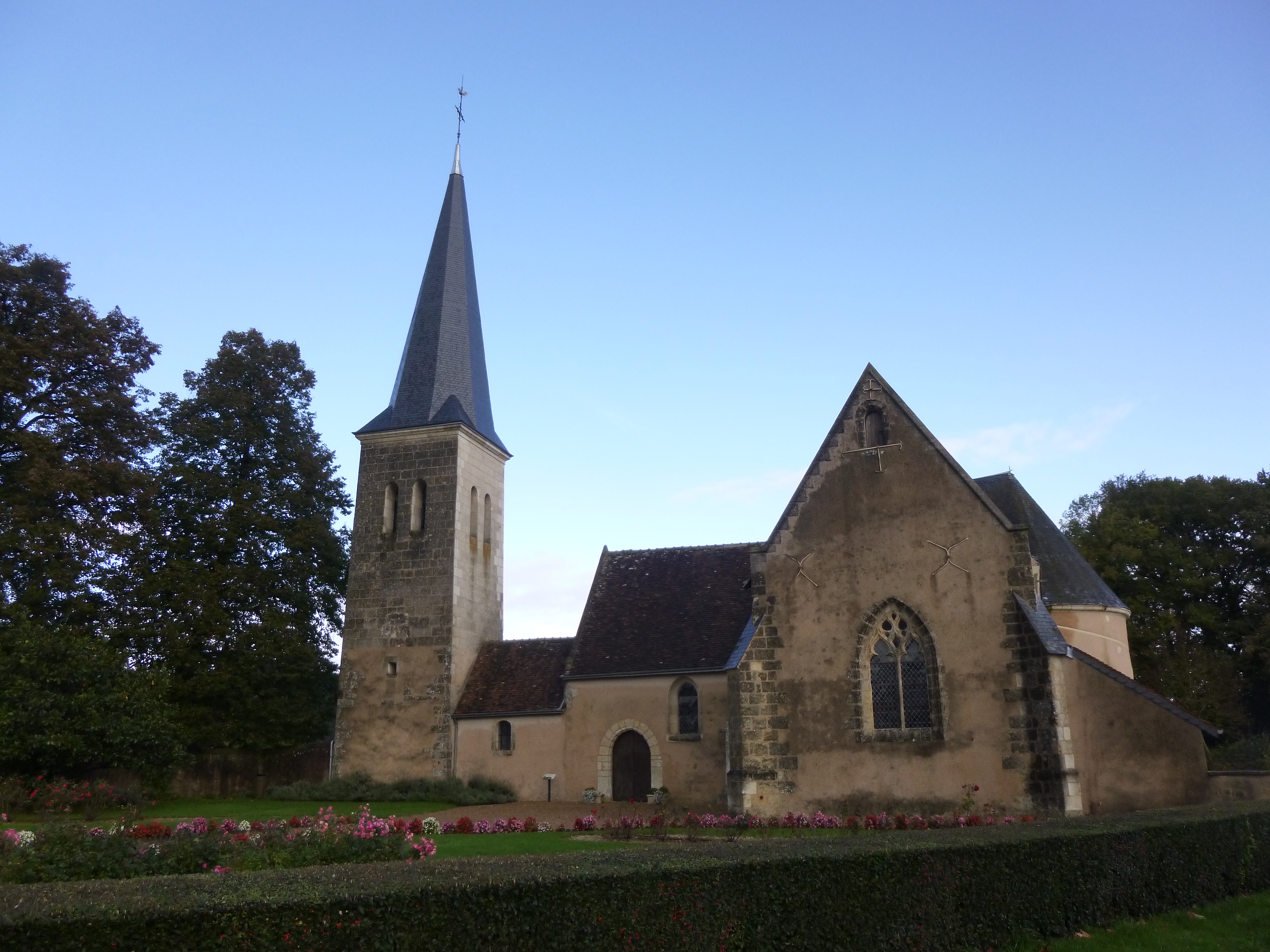
Kirche Saint-Léonard

- Kirche Saint-Léonard
- Schloss